# Le Refuge (película)
Le Refuge o Mi refugio es una película dramática francesa de 2009 dirigido por François Ozon y protagonizado por Isabelle Carré y el cantante francés Louis-Ronan Choisy, que también escribió la música y el tema principal del film. El film ganó el Premio Especial del jurado del Festival Internacional de San Sebastián.

## Argumento
Louis and Mousse, una pareja de los años 30, llevan una vida lujosa y rodeada de drogas en su apartamento parisino. Un traficante les da seis gramos de heroína y, a la mañana siguiente, Louis fallece por sobredosis. Poco después. Mousse descubre que está embarazada por lo que decide retirarse a una casa en la playa e intentar desengancharse de la droga. Por después, Mousse recibe la visita de su hermano Paul que intenta ayudarla para tirar adelante con su vida. 

## Reparto
- Isabelle Carré como Mousse
- Louis-Ronan Choisy como Paul
- Pierre Louis-Calixte como Serge
- Melvil Poupaud como Louis
- Claire Vernet como la madre
- Nicolas Moreau como el rico seductor
- Marie Rivière como la mujer de la playa
- Jérôme Kircher como el doctor
- Jean-Pierre Andréani como el padre
- Emile Berling como el camello